# Kayonza

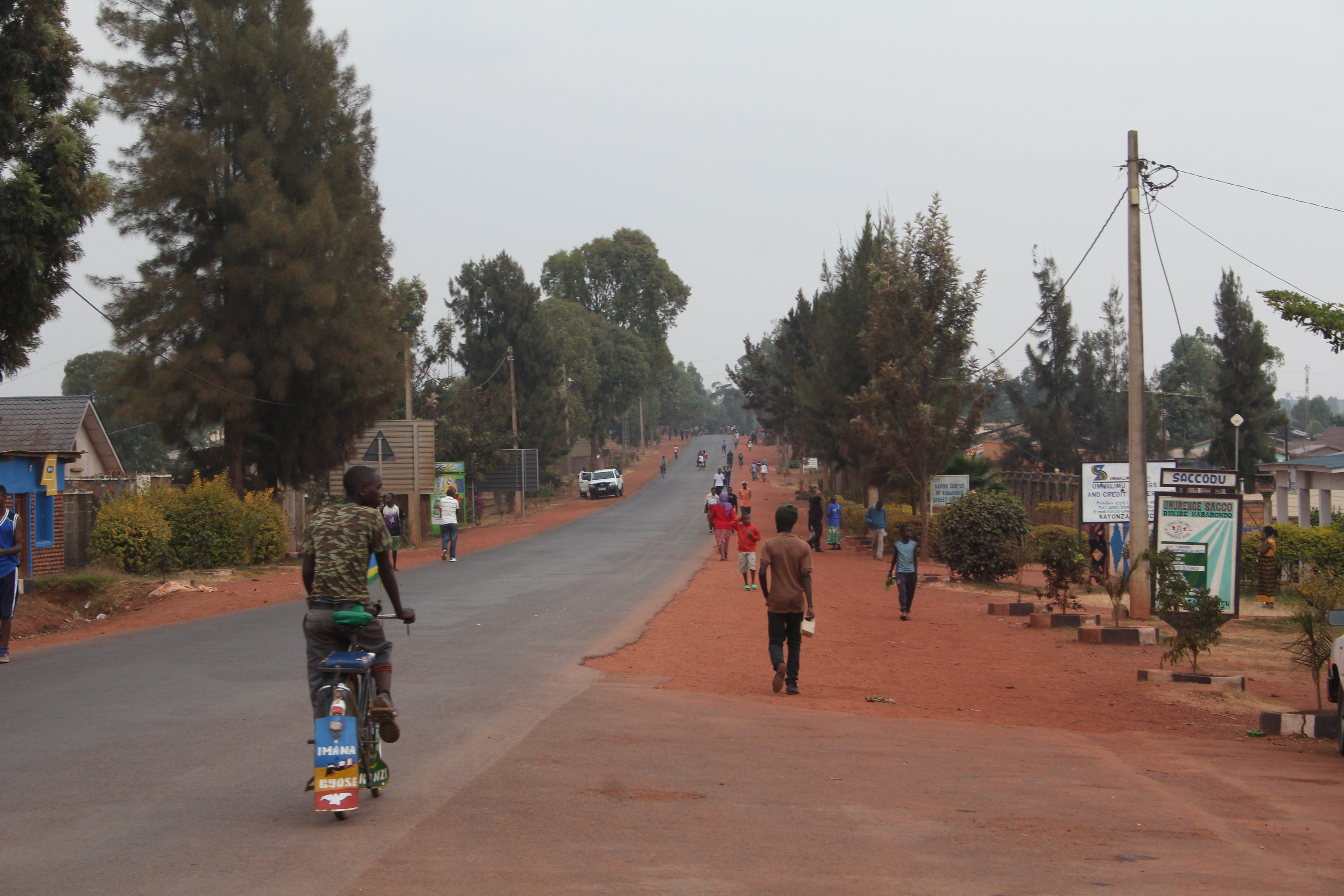
Eine Straße durch Kayonza

Kayonza ist eine Stadt im Sektor Mukarange des Distrikts Kayonza in der Ostprovinz von Ruanda. Sie liegt südöstlich des Muhazi-Sees an der Kreuzung der Nationalstraßen 4 und 24. Nach der Volkszählung von 2012 zählte die Stadt 21.482 Einwohner.